# Гончаренко, Александр Михайлович
Александр Михайлович Гончаренко (род. 4 августа 1959, Семипалатинск) — советский, казахстанский и российский футболист, играл на позиции защитника.

## Карьера
Карьеру начинал в клубе «Спартак» из его родного Семипалатинска.
Одним из его тренеров был Виталий Афанасьевич Шевелёв. В 1980 перебрался в «Кайрат». С 1981 по 1990 годы, за исключением сезона 1987 года выступал за павлодарский «Трактор». В 1991 году играл за «Шахтёр» Караганды. После распада СССР перебрался в Россию, где выступал за владивостокский «Луч», за который в высшей лиге дебютировал 8 марта 1993 года в домашнем матче 1-го тура против камышинского «Текстильщика», отыграв полный матч. В 1994 году вернулся в павлодарский «Трактор», который был переименован в «Ансат», в 1997 году играл за команду первой лиги «Трактор-2» Павлодар. В 2000 году выступал за «Трактор» и был главным тренером этого клуба. С 2005 по 2012 годы был директором «Иртыша». С 2016 года работает спортивным директором клуба «Кызыл-Жар СК».